# Hedwig Henrich-Wilhelmi

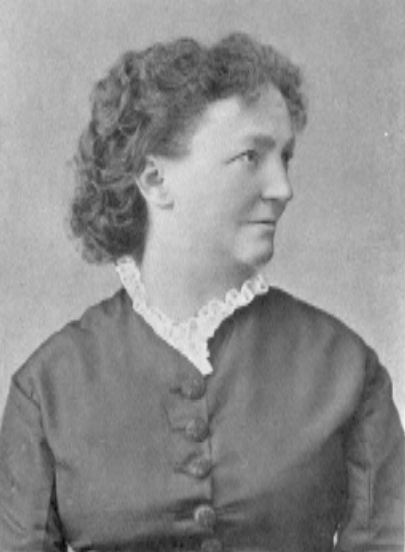
Hedwig Henrich-Wilhelmi (vor 1910)

Hedwig Henrich-Wilhelmi (* 17. März 1833 in Mainz; † 8. Februar 1910 in Wiesbaden) war eine deutsche Schriftstellerin, Freidenkerin und Frauenrechtlerin.

## Leben
Hedwig Karoline Berta Henrich wurde als Tochter des katholischen Allgemein- und Theaterarztes Kaspar Henrich aus Mainz und der aus Lorch stammenden, evangelischen Pfarrerstochter, Schauspielerin und später unter dem Pseudonym Paul Stein schreibenden Schriftstellerin Albertine Henrich in Mainz geboren. Sie erhielt eine katholische Erziehung.
Das in Mainz 1853 mehrfach aufgeführte Drama „Virginia“ hatte sie im Alter von etwa achtzehn Jahren verfasst. Das Stück erhielt großen Publikumszuspruch und machte die junge Verfasserin in ihrer Heimatstadt bekannt. Weitere Theaterstücke sollten folgen. Das Lustspiel „Die Gefangenen“ etwa wurde in Hamburg von Januar 1854 an dreizehn Mal vor ausverkauftem Haus aufgeführt und noch 1858/59 in Oldenburg. Neben den Bühnenstücken schrieb sie Gedichte und um 1855 zwei kurze Abhandlungen. Mit vierzehn Jahren soll sie bereits eine Novelle geschrieben haben. Sie wurde tatsächlich später als Erzählung unter dem Titel „Schuld will Sühne“ 1854 veröffentlicht.
Im September 1853 heiratete sie den aus Edenkoben stammenden Kaufmann und Fabrikanten Philipp Ferdinand Wilhelmi. Wenig später brannte seine bei Schriesheim gelegene Papierfabrik gleich zweimal ab. Mit finanzieller Unterstützung gelang es ihm in Granada eine Papierfabrik zu erwerben. Im Herbst 1858, nach der Geburt der Tochter Berta (1858–1934), übersiedelte das Ehepaar nach Andalusien. Zusammen mit einem Teilhaber betrieb Wilhelmi in der Gegend von Granada zuletzt drei Fabriken und wurde Konsul von Deutschland, Österreich und der Schweiz.
1863 kam ihr Sohn Louis zur Welt und offenbar erzog und unterrichtete sie ihre Kinder zunächst selbst, ehe sie einen deutschen Hauslehrer beizog. Das Haus der Wilhelmis wurde zu einem Treffpunkt spanischer Intellektueller und Dichter wie Pedro Antonio de Alarcón, José de Castro y Serrano, Benito Pérez Galdós und anderen. Besuch kam auch aus dem deutschsprachigen Raum, so hielten sich Otto von Camphausen, Alfred Brehm und Rudolf von Österreich-Ungarn längere Zeit bei ihnen auf. Von Spanien aus begann Henrich-Wilhelmi zunächst kulturelle und historische Reiseberichte für deutsche Zeitungen zu schreiben. Mitunter übersetzte sie spanische Schriftsteller wie Joan Palou i Coll, oder Francisco Suner y Capdevila.
Aus unbekannten Gründen reiste Hedwig mit beiden Kindern 1866 nach Darmstadt. Möglicherweise übergab sie dort ihren Sohn Louis vorläufig der Mutter. Von dort ging sie weiter nach Stuttgart, wo sie Albert Dulk und Ludwig Pfau aufsuchte. Ihre Tochter ließ sie am Schulunterricht in Stuttgart teilnehmen. Sie besuchte auch die Familie von Hermann Kurz in Tübingen, ehe sie mit ihren Kindern nach Spanien zurückkehrte. Ein Halsleiden von Tochter Berta führte sie im April 1870 erneut nach Tübingen, wo die Tochter operiert wurde. Vom Ausbruch des Deutsch-Französischen Krieges überrascht, reiste sie unverzüglich nach Genf, wo sie Johann Philipp Becker kennenlernte. Erst Ende 1871 kehrte sie nach Granada zurück. In diesen Jahren hatte sie sich zu einer freigeistigen Denkerin und Unterstützerin der sozialen Bewegungen, wie auch der entstehenden Frauenbewegung des 19. Jahrhunderts entwickelt. In den Folgejahren reiste sie häufig nach Deutschland, wohl auch, weil ihre Kinder dort ihre weitere Ausbildung erhielten. So besuchte Sohn Louis das Polytechnikum in Dresden. Doch nach der Verheiratung ihrer Tochter in Granada und dem Tode ihres Sohnes 1884, kehrte sie für längere Zeit nach Deutschland und zunächst nach Stuttgart zurück. Hier fand sie erneut Aufnahme bei dem von ihr verehrten Dulk und in dem von ihm seit 1882 gelenkten, örtlichen Freidenkerverein. Dulk verstarb bereits im Oktober 1884, doch nicht zuletzt durch ihn angeregt, begann Henrich-Wilhelmi ihre rege Vortragstätigkeit im Dienste des Freidenkertums und der Sozialdemokratie. In den nächsten zehn Jahren hielt sie viele Vorträge und veröffentlichte etliche davon als gedruckte Manuskripte in kleiner Auflage. Darunter Das Recht der Frauen zum Studium und ihre Befähigung für alle Berufsarten. Ihr frauenrechtliches Engagement war bei ihren Vortragsreisen stets gegenwärtig. Ein Vortrag in Liegnitz hingegen mit dem Thema Wissenschaftlicher und sittlicher Materialismus wurde im März 1887 unter Hinweis auf das Sozialistengesetz verboten. Bereits zuvor war sie in Berlin mit Adolf Stoecker und der antisemitischen Berliner Bewegung aneinandergeraten. Zwischen 1887 und 1889 hielt sie zahlreiche Vorträge auch in den Vereinigten Staaten von Amerika. Ihre Auftritte erregten dort nicht nur in freidenkerischen Kreisen erhebliches Aufsehen. Zurück in Deutschland zog sie in Stuttgart bei der Witwe Albert Dulks ein. Wenig später wurde sie in Hagen wegen Gotteslästerung angeklagt und 1891 zu zwei Monaten Haftstrafe verurteilt, die sie in Hechingen verbüßte.
Nach ihrer Entlassung bereiste sie 1892 erneut die Vereinigten Staaten. Auf dieser Vortragsreise zog sie sich nach einer Versammlung eine Fußverletzung zu. Die Verwundung wurde nur notdürftig behandelt, sie kehrte nach Europa zurück und ließ sich in Antwerpen operieren, ohne dass sich der Zustand besserte. Für den Rest ihres Lebens blieb sie gehbehindert. Dennoch setzte sie in den nächsten vier Jahren ihre Tätigkeit als rastlose Rednerin in Deutschland, Österreich und in der Schweiz fort. Aus gesundheitlichen Gründen und weil die offizielle Parteidoktrin der Sozialdemokratie nach dem Sozialistengesetz Religionen und Weltanschauungen zur Privatsache erklärte und es damit auch zu einer Distanz gegenüber dem Freidenkertum kam, nahmen ihre Vortragsreisen zwangsläufig ab. Das Angebot amerikanischer Freundinnen und Freunde zur Übersiedlung lehnte sie jedoch ab. Unter ihnen war es insbesondere die gebürtige Karlsruherin Clara Neymann aus New York (1840–1931), die bereits auf ihrer Europareise im Sommer 1885 in Stuttgart mit Henrich-Wilhelmi freundschaftlichen Kontakt aufgenommen hatte. 1897 verlegte sie ihre Wohnung innerhalb Stuttgarts von Untertürkheim nach Degerloch, wo sie mit ihrem späteren Biographen Friedrich Wilhelm Gerling in engen Kontakt kam.
Nachdem ihr Mann 1896 verstorben war, besuchte sie noch einige Male ihre in Granada verheiratete Tochter. Auch widmete sie sich wieder der Literatur. Bekannt wurde vor allem das fünfaktige Drama Eine Sünderin. Ebenso versuchte sie sich an einer Bearbeitung des unveröffentlichten Schauspiels Brigitte von Albert Dulk, das aber in ihrer Umarbeitung weder veröffentlicht noch gespielt wurde. Von einem Lustspiel mit dem Titel Die Erbtante weiß nur Gerling zu berichten.
Von Degerloch verlegte sie ihre Wohnung in den Münchner Stadtteil Moosach, ehe sie nach Wiesbaden verzog. Um 1905 äußerten sich bei ihr Störungen des Sprachvermögens und rechtsseitige Lähmungserscheinungen. Mit 77 Jahren starb sie in Wiesbaden. Der deutsch-amerikanische Schriftsteller Otto Soubron aus Milwaukee widmete ihr einen poetischen Nachruf.
Ihre in Andalusien beheimatete und verheiratete Tochter Berta wurde in den letzten Jahrzehnten als bedeutende Feministin, Pädagogin und Philanthropin von der regionalen Geschichtsschreibung wiederentdeckt.

## Freundschaft zur Familie Kurz
In den Erinnerungen Aus meinem Jugendland von Isolde Kurz, sowie in den gedruckten Tagebüchern ihrer Mutter Marie Kurz, ist viel über Hedwig-Henrichs lebenslange Freundschaft zur Familie Kurz seit 1852 und insbesondere zu Marie Kurz zu erfahren. Alltägliches, Banales und Persönliches offenbart sich neben politischen Hinweisen. Henrich-Wilhelmi habe rauchend und trinkend, als „in der damaligen Frauenwelt unerhörte Ausnahme“, meist im Kreise von Männern leidenschaftlich diskutiert. Oder ihr Töchterchen Berta sei Fandango tanzend und kastagnettenklappernd durch die Zimmer gerast. Bei einem der späteren Besuche Bertas (1875) hätte sie an einem „Haschischabenteuer“ teilgenommen und alle Brüder Isoldes seien in sie verliebt gewesen. Kurz darauf hätte sie an Stelle des abgesetzten Gouverneurs von Granada als gewähltes, „schönstes Mädchen der Stadt bei einem großen Stiergefechte den Vorsitz führen“ sollen. Auch habe sich Hedwig Henrich-Wilhelmi zumindest in den 1860er-Jahren stets jugendlich und elegant nach der Pariser Mode gekleidet. Die gleichsam exotische Erscheinung von Mutter und Tochter Wilhelmi in der schwäbischen Provinz, hat zu diesen wohl etwas gefärbten Erinnerungen freilich mit beigetragen. Andererseits werden die zeitliche Abfolge und die Gründe der Besuche Henrich-Wilhelmis greifbarer. Ebenso die politischen Kontakte, etwa zu Édouard Vaillant, mit dem sie unmittelbar nach dem Ausbruch des Deutsch-Französischen-Krieges von Tübingen aus nach Genf reiste und dort die für sie wegweisende Bekanntschaft von Johann Philipp Becker machte. Das enge Freundschaftsverhältnis zur Familie Kurz scheint sich über deren Kontakte zur Verwandtschaft Henrich-Wilhelmis entwickelt zu haben.

## Literarisch Ungeklärtes
Robert Eduard Prutz berichtete in seiner Literaturzeitschrift Deutsches Museum im September 1865, dass Hedwig Henrich das Drama Die Glocke von Almudaina an deutsche Theaterbühnen versandt habe. Es handelte sich um ihre freie Bearbeitung des vor allem in Madrid erfolgreichen Stücks La campana de la Almudaina nach dem Spanischen von Joan Palou i Coll. Die deutsche Bearbeitung wurde jedoch an keinem Theater gespielt, auch wenn sich die in wenigen Exemplaren gedruckte Übersetzung noch vereinzelt in Bibliotheken nachweisen lässt. Im April 1890 gelangte die Oper Die Almohaden oder Die Glocke von Almudaina des pensionierten württembergischen Hofkapellmeisters und Komponisten Johann Joseph Abert in Leipzig zur Uraufführung. Das Libretto sei mit großem Geschick verfasst worden, so zeitgenössische Quellen. Wer allerdings das Libretto schrieb, blieb ungewiss. Zum einen wird der Stuttgarter Verleger Adolf von Kröner genannt, zum anderen ein völlig Unbekannter namens Arnold Kasten, der 1887 noch die mehrteilige Erzählung Magdalena eben in Kröners Die Gartenlaube veröffentlichte, mehr nicht. Offenbar handelte es sich bei Kasten um ein Pseudonym. Tatsächlich verfertigte Adolf Kröner zusammen mit zwei weiteren Autoren für Aberts Vertonung von Joseph Victor von Scheffels Ekkehard das Libretto, doch ob er alleine für das weitaus versiertere Libretto der Oper Die Almohaden, zudem eine freie Übersetzung, als Autor gelten kann, ist mehr als fraglich. Angesichts der Verhältnisse in Stuttgart, auch weil Abert längere Zeit zuvor den König Enzio von Albert Dulk vertont hatte und um 1890 Henrich-Wilhelmi bei der Witwe Dulks lebte, muss als gesichert angenommen werden, dass das Libretto oder die Textvorlage für Aberts Oper wesentlich von Hedwig Henrich-Wilhelmi stammt. Warum aber ihr Name nicht genannt wurde, oder sie womöglich auf das Pseudonym Arnold Kasten auswich, lässt sich nur dadurch erklären, dass eine freidenkerisch und sozialistisch agitierende Frau – und dies während des Sozialistengesetzes – keine gesellschaftsfähige Autorin für Hofbühnen-Opern war.

## Werke

### Erzählungen
- Schuld will Sühne. In: Illustriertes Familienbuch zur Unterhaltung und Belehrung häuslicher Kreise, IV. Band, Triest 1854, S. 165–173. Online:

### Bühnenstücke
- Virginia. Trauerspiel. Mit einem Anhang von Gedichten, Stuttgart 1853, J.B. Metzler’sche Buchhandlung. Online:
- Maria Padilla, Drama (Angabe nach Sophie Pataky, keine Nachweise möglich, womöglich nur handschriftlich)
- Der Türke in Petersburg, oder wie Katharina Frieden schließt, Lustspiel in fünf Akten, Heidelberg 1854
- Die Gefangenen, oder: Eine Intrigue am Hofe Ludwigs XIV., Lustspiel (als Bühnenmanuskript gedruckt, Verlag unbekannt)
- Brigitte, Schauspiel in drei Akten und einem Vorspiel, Hannover, Theater-Agentur Edmund May
- Eine Sünderin, Drama in fünf Akten, Leipzig 1896, Ernst Wiest Nachfolger

### Reiseberichte aus Spanien und Übersetzungen
- An dieser Stelle werden auf ausführliche Nachweise ihrer in weitestem Sinne als Reiseberichte zu bezeichnenden, teils mehrteiligen Artikel verzichtet. Alle gefundenen Artikel sind Online abrufbar: ; ; ; ; ;; ; ;

- Ein Blick in vier Jahrhunderte spanischen Lebens, in Gerling, 1. Band, S. 39–51. Nach Gerling ein Manuskript aus späterer Zeit.
- Gott, von Francisco Suner y Capdevila. Aus dem Spanischen nebst einer Einleitung von Hedwig Henrich, Zürich 1872, Verlags-Magazin

### Bücher und Vorträge
- Das Recht der Frauen zum Studium und ihre Befähigung für alle Berufsarten, Berlin 1894, W. Rubenow
- Der Begriff der Gotteslästerung, Vortrag, Bericht über Verhaftung, Steckbrief und Verurteilung von Frau Henrich-Wilhelmi, Berlin 1891, W. Rubenow
- Der freie Wille, Vortrag, Reichenberg 1894, J. Beranek
- Der Mensch das Produkt seiner Erziehung, Vortrag, Stuttgart 1884, Christmann und Mauser, Verlag der Freidenkergemeinde
- Gesammelte Vorträge, Milwaukee 1889, Freidenker Publishing Cie. Online:
- Ist Religion Privatsache?, Vortrag, Berlin 1894, W. Rubenow
- Leibliches und geistiges Proletariat, Leipzig, Ernst Wiest Nachfolger
- Physischer und sittlicher Mut, Leipzig, Ernst Wiest Nachfolger
- Tod u. Feuerbestattung, Vortrag, Stuttgart 1883, Christmann und Mauser, Verlag der Freidenkergemeinde